# Jevdokija Balšić
Jevdokija Balšić ou Eudoxie Balšić (serbe : Јевдокија Балшић, grec moderne : Ευδοκία Μπάλσιτς, fl.  1411) est une femme noble serbe.

## Biographie
Jevdokija est fille de Đurađ Ier Balšić (en), seigneur de Zeta, et de Teodora Dejanović (sr), fille du noble Dejan (en), seigneur de Kumanovo (en Serbie). Vers 1402, Esaù de' Buondelmonti, despote d'Ioánnina, divorce de sa seconde épouse Irène Spata et épouse Jevdokija. En 1411, ils ont un fils nommé Giorgio. La même année, Esaù meurt et Giorgio lui succède. Jevdokija tente alors de prendre le contrôle d'Ioánnina au nom de son plus jeune fils. Cependant, elle ne bénéficie pas des faveurs de la noblesse locale. Lorsque les membres de cette dernière apprennent l'intention de Jevdokija d'épouser un noble serbe, ils la renversent. Les nobles remettent alors la ville à Carlo Ier Tocco, comte palatin de Céphalonie et Zante et neveu d'Esaù. Après son éviction, elle se réfugie avec son fils à la cour de Jean Zenevisi (en), seigneur d'Argirókastro. Par la suite, elle se rend à Raguse, où elle vit avec Giorgio jusqu'à sa mort, survenue après 1428.